# Vielist
Vielist – dzielnica gminy Grabowhöfe w Niemczech, w kraju związkowym Meklemburgia-Pomorze Przednie, w powiecie Mecklenburgische Seenplatte, w Związku Gmin Seenlandschaft Waren. Do 31 grudnia 2012 samodzielna gmina.